# Papuanella dilexa
Papuanella dilexa är en insektsart som beskrevs av Medler 1989. Papuanella dilexa ingår i släktet Papuanella och familjen Flatidae. Inga underarter finns listade i Catalogue of Life.